# Allsvenskan 2013
L'Allsvenskan 2013 è stata l'89ª edizione della massima serie del campionato svedese di calcio con la denominazione di Allsvenskan. È iniziata il 31 marzo 2013 e si è conclusa il 3 novembre 2013 con la vittoria del Malmö FF, al suo diciassettesimo titolo.

## Stagione

### Novità
Rispetto all'edizione precedente, le squadre promosse dalla Superettan 2012 sono l'Öster, il Brommapojkarna e l'Halmstad. Esse hanno preso il posto delle retrocesse Örebro, GAIS e GIF Sundsvall.
La promozione dell'Halmstad, terzo nella Superettan 2012, è arrivata tramite il doppio spareggio salvezza/promozione del novembre 2012 a discapito del GIF Sundsvall, terzultimo nella Allsvenskan 2012.

## Formula
Le 16 squadre partecipanti si sono affrontate in un girone di andata e ritorno, per un totale di 30 giornate.

La squadra campione di Svezia ha il diritto di partecipare alla UEFA Champions League 2014-2015 partendo dal secondo turno di qualificazione.

La vincitrice della Svenska Cupen 2013-2014 e la seconda classificata del campionato sono ammesse alla UEFA Europa League 2014-2015 partendo dal secondo turno di qualificazione.

La terza classificata del campionato è ammessa alla UEFA Europa League 2014-2015 partendo dal primo turno di qualificazione.

La terzultima classificata gioca uno spareggio salvezza/promozione contro la terza classificata della Superettan.

Le ultime due classificate sono retrocesse direttamente in Superettan.

## Squadre partecipanti
| Club           | Città       | Stadio                                                                   | Posizione 2012     |
| -------------- | ----------- | ------------------------------------------------------------------------ | ------------------ |
| AIK            | Stoccolma   | Friends Arena                                                            | 4º posto           |
| Brommapojkarna | Stoccolma   | Grimsta IP                                                               | 2° in Superettan   |
| Djurgården     | Stoccolma   | Olympiastadion (fino alla 13ª giornata) Tele2 Arena (dalla 17ª giornata) | 9º posto           |
| Elfsborg       | Borås       | Borås Arena                                                              | Campione di Svezia |
| Gefle          | Gävle       | Strömvallen                                                              | 11º posto          |
| IFK Göteborg   | Göteborg    | Gamla Ullevi                                                             | 7º posto           |
| IFK Norrköping | Norrköping  | Nya Parken                                                               | 5º posto           |
| Halmstad       | Halmstad    | Örjans Vall                                                              | 3° in Superettan   |
| Helsingborg    | Helsingborg | Olympia                                                                  | 6º posto           |
| Häcken         | Göteborg    | Rambergsvallen                                                           | 2º posto           |
| Kalmar         | Kalmar      | Guldfågeln Arena                                                         | 10º posto          |
| Malmö FF       | Malmö       | Swedbank Stadion                                                         | 3º posto           |
| Mjällby        | Mjällby     | Strandvallen                                                             | 12º posto          |
| Syrianska      | Södertälje  | Södertälje Fotbollsarena                                                 | 13º posto          |
| Åtvidaberg     | Åtvidaberg  | Kopparvallen                                                             | 8º posto           |
| Öster          | Växjö       | Myresjöhus Arena                                                         | 1° in Superettan   |

### Allenatori
| Squadra        | Allenatore         | In carica da     |
| -------------- | ------------------ | ---------------- |
| AIK            | Andreas Alm        | 16 dicembre 2010 |
| Brommapojkarna | Roberth Björknesjö | 1º ottobre 2010  |
| Djurgården     | Magnus Pehrsson    | 3 maggio 2011    |
| Elfsborg       | Jörgen Lennartsson | 29 novembre 2011 |
| Gefle          | Per Olsson         | 28 dicembre 2004 |
| Halmstad       | Jens Gustafsson    | 5 luglio 2011    |
| Helsingborg    | Roar Hansen        | 3 dicembre 2012  |
| Häcken         | Peter Gerhardsson  | 20 novembre 2008 |

| Squadra        | Allenatore         | In carica da     |
| -------------- | ------------------ | ---------------- |
| IFK Göteborg   | Mikael Stahre      | 1º novembre 2011 |
| IFK Norrköping | Janne Andersson    | 1º dicembre 2010 |
| Kalmar         | Nanne Bergstrand   | 1º gennaio 2003  |
| Malmö FF       | Rikard Norling     | 3 giugno 2011    |
| Mjällby        | Anders Torstensson | 7 dicembre 2012  |
| Syrianska      | Özcan Melkemichel  | 27 gennaio 2011  |
| Åtvidaberg     | Peter Swärdh       | 9 novembre 2012  |
| Öster          | Andreas Thomsson   | 3 dicembre 2012  |

### Allenatori esonerati, dimessi e subentrati
| Squadra     | Allenatore/i uscente/i           | Motivo                        | Vacante dal       | Posizione    | Nuovo allenatore                              | Data incarico     |
| ----------- | -------------------------------- | ----------------------------- | ----------------- | ------------ | --------------------------------------------- | ----------------- |
| Helsingborg | Åge Hareide                      | Fine contratto                | 4 novembre 2012   | Pre-stagione | Roar Hansen                                   | 3 dicembre 2012   |
| Åtvidaberg  | Andreas Thomsson                 | Esonero                       | 4 novembre 2012   | Pre-stagione | Peter Swärdh                                  | 9 novembre 2012   |
| Mjällby     | Peter Swärdh                     | Passaggio all'Åtvidaberg      | 5 novembre 2012   | Pre-stagione | Anders Torstensson                            | 7 dicembre 2012   |
| Öster       | Roar Hansen                      | Passaggio all'Helsingborg     | 3 dicembre 2012   | Pre-stagione | Andreas Thomsson                              | 3 dicembre 2012   |
| Djurgården  | Magnus Pehrsson                  | Dimissione                    | 26 aprile 2013    | 16ª          | Anders Johansson Martin Sundgren (Provvisori) | 26 aprile 2013    |
| Djurgården  | Anders Johansson Martin Sundgren | Fine incarico come provvisori | 15 maggio 2013    | 16ª          | Per-Mathias Høgmo                             | 15 maggio 2013    |
| Elfsborg    | Jörgen Lennartsson               | Esonero                       | 30 settembre 2013 | 6ª           | Klas Ingesson (Provvisorio)                   | 30 settembre 2013 |
| Mjällby     | Anders Torstensson               | Dimissione                    | 16 ottobre 2013   | 11ª          | Lars Jacobsson                                | 16 ottobre 2013   |

## Classifica finale
|                   | Pos. | Squadra        | Pt | G  | V  | N  | P  | GF | GS | DR  |
| ----------------- | ---- | -------------- | -- | -- | -- | -- | -- | -- | -- | --- |
| Svezia (bandiera) | 1.   | Malmö FF       | 63 | 30 | 19 | 6  | 5  | 56 | 30 | +26 |
|                   | 2.   | AIK            | 58 | 30 | 17 | 7  | 6  | 54 | 32 | +22 |
|                   | 3.   | IFK Göteborg   | 54 | 30 | 16 | 6  | 8  | 49 | 31 | +18 |
|                   | 4.   | Kalmar         | 52 | 30 | 14 | 10 | 6  | 35 | 26 | +9  |
|                   | 5.   | Helsingborg    | 49 | 30 | 14 | 7  | 9  | 61 | 41 | +20 |
|                   | 6.   | Elfsborg       | 46 | 30 | 12 | 10 | 8  | 49 | 34 | +15 |
|                   | 7.   | Djurgården     | 44 | 30 | 12 | 8  | 10 | 38 | 44 | -6  |
|                   | 8.   | Åtvidaberg     | 40 | 30 | 11 | 7  | 12 | 37 | 37 | 0   |
|                   | 9.   | IFK Norrköping | 39 | 30 | 11 | 6  | 13 | 45 | 47 | -2  |
|                   | 10.  | Häcken         | 37 | 30 | 10 | 7  | 13 | 37 | 41 | -4  |
|                   | 11.  | Mjällby        | 36 | 30 | 10 | 6  | 14 | 46 | 47 | -1  |
|                   | 12.  | Gefle          | 34 | 30 | 7  | 13 | 10 | 34 | 42 | -8  |
|                   | 13.  | Brommapojkarna | 32 | 30 | 8  | 8  | 14 | 33 | 54 | -21 |
|                   | 14.  | Halmstad       | 31 | 30 | 7  | 10 | 13 | 32 | 46 | -14 |
|                   | 15.  | Öster          | 28 | 30 | 6  | 10 | 14 | 27 | 43 | -16 |
|                   | 16.  | Syrianska      | 14 | 30 | 3  | 5  | 22 | 26 | 64 | -38 |

Legenda:

      Campione di Svezia e ammessa in UEFA Champions League 2014-2015
      Ammesse in UEFA Europa League 2014-2015
      Spareggio salvezza-promozione
      Retrocesse in Superettan 2014

## Spareggio salvezza/promozione
Nello spareggio salvezza si affrontano la squadra classificata al 14º posto in Allsvenskan (Halmstad) e la squadra classificata al 3º posto in Superettan (GIF Sundsvall). Le due squadre si erano già affrontate negli spareggi dell'anno precedente.
| Arbitro: | Johan Hamlin (Bro) |

|           |           |                 |
| Sliper 2’ | Marcatori | 57’ Baldvinsson |

| Arbitro: | Jonas Eriksson (Sigtuna) |

|                     |           |           |
| Boman 53’ Boman 57’ | Marcatori | 14’ Dibba |

L'Halmstad mantiene la permanenza in Allsvenskan.

## Calendario e risultati
| andata (1ª) | andata (1ª) | 1ª giornata            | ritorno (18ª) | ritorno (18ª) |
|             |             |                        |               |               |
| 31 mar.     | 0-3         | Häcken-IFK Göteborg    |               | 4 ago.        |
| 31 mar.     | 3-0         | Helsingborg-Djurgården |               | 5 ago.        |
| 31 mar.     | 0-3         | Syrianska-Kalmar       |               | 3 ago.        |
| 1º apr.     | 1-2         | Mjällby-Norrköping     |               | 5 ago.        |
| 1º apr.     | 1-1         | Malmö FF-Halmstad      |               | 4 ago.        |
| 1º apr.     | 1-0         | Gefle-Åtvidaberg       |               | 4 ago.        |
| 1º apr.     | 2-2         | Brommapojkarna-Öster   |               | 3 ago.        |
| 1º apr.     | 2-2         | Elfsborg-AIK           |               | 3 ago.        |

| andata (2ª) | andata (2ª) | 2ª giornata                 | ritorno (16ª) | ritorno (16ª) |
|             |             |                             |               |               |
| 5 apr.      | 1-3         | Åtvidaberg-Malmö FF         |               | 14 lug.       |
| 7 apr.      | 0-0         | AIK-Syrianska               |               | 14 lug.       |
| 7 apr.      | 2-0         | IFK Göteborg-Brommapojkarna |               | 13 lug.       |
| 7 apr.      | 0-0         | Kalmar-Häcken               |               | 13 lug.       |
| 7 apr.      | 1-1         | Halmstad-Elfsborg           |               | 13 lug.       |
| 8 apr.      | 2-1         | Norrköping-Gefle            |               | 14 lug.       |
| 8 apr.      | 0-3         | Djurgården-Mjällby          |               | 14 lug.       |
| 8 apr.      | 1-1         | Öster-Helsingborg           |               | 15 lug.       |

| andata (3ª) | andata (3ª) | 3ª giornata               | ritorno (20ª) | ritorno (20ª) |
|             |             |                           |               |               |
| 12 apr.     | 1-0         | Brommapojkarna-Norrköping |               | 17 ago.       |
| 13 apr.     | 0-1         | Syrianska-Öster           |               | 16 ago.       |
| 14 apr.     | 1-0         | Malmö FF-Kalmar           |               | 18 ago.       |
| 14 apr.     | 1-0         | Åtvidaberg-AIK            |               | 19 ago.       |
| 14 apr.     | 4-0         | Häcken-Djurgården         |               | 18 ago.       |
| 14 apr.     | 2-0         | Gefle-Halmstad            |               | 18 ago.       |
| 15 apr.     | 1-2         | Helsingborg-Mjällby       |               | 19 ago.       |
| 15 apr.     | 0-0         | Elfsborg-IFK Göteborg     |               | 17 ago.       |

| andata (4ª) | andata (4ª) | 4ª giornata               | ritorno (19ª) | ritorno (19ª) |  |
|             |             |                           |               |               |  |
| 17 apr.     | 2-0         | Öster-Häcken              |               | 11 ago.       |  |
| 17 apr.     | 0-0         | Halmstad-Åtvidaberg       |               | 10 ago.       |  |
| 17 apr.     | 0-1         | AIK-Malmö FF              |               | 11 ago.       |  |
| 18 apr.     | 1-1         | Djurgården-Brommapojkarna |               | 10 ago.       |  |
| 18 apr.     | 1-1         | Kalmar-Elfsborg           |               | 10 ago.       |  |
| 18 apr.     | 1-0         | Mjällby-Gefle             |               | 11 ago.       |  |
| 18 apr.     | 2-0         | IFK Göteborg-Syrianska    |               | 11 ago.       |  |
| 18 apr.     | 1-4         | Norrköping-Helsingborg    |               | 11 ago.       |  |

| andata (5ª) | andata (5ª) | 5ª giornata                | ritorno (22ª) | ritorno (22ª) |  |
|             |             |                            |               |               |  |
| 21 apr.     | 1-2         | Åtvidaberg-IFK Göteborg    |               | 1º set.       |  |
| 21 apr.     | 1-2         | Halmstad-Kalmar            |               | 1º set.       |  |
| 21 apr.     | 2-0         | Häcken-Mjällby             |               | 1º set.       |  |
| 21 apr.     | 0-2         | Brommapojkarna-Helsingborg |               | 30 ago.       |  |
| 22 apr.     | 3-1         | Syrianska-Norrköping       |               | 1º set.       |  |
| 22 apr.     | 2-0         | Malmö FF-Öster             |               | 1º set.       |  |
| 22 apr.     | 1-2         | Gefle-AIK                  |               | 31 ago.       |  |
| 22 apr.     | 2-0         | Elfsborg-Djurgården        |               | 1º set.       |  |

| andata (6ª) | andata (6ª) | 6ª giornata            | ritorno (21ª) | ritorno (21ª) |  |
|             |             |                        |               |               |  |
| 25 apr.     | 1-1         | IFK Göteborg-Malmö FF  |               | 25 ago.       |  |
| 26 apr.     | 4-2         | Norrköping-Häcken      |               | 26 ago.       |  |
| 27 apr.     | 0-1         | Djurgården-Syrianska   |               | 26 ago.       |  |
| 27 apr.     | 0-0         | Kalmar-Åtvidaberg      |               | 26 ago.       |  |
| 27 apr.     | 5-1         | Helsingborg-Gefle      |               | 25 ago.       |  |
| 28 apr.     | 3-3         | AIK-Halmstad           |               | 25 ago.       |  |
| 28 apr.     | 4-2         | Mjällby-Brommapojkarna |               | 26 ago.       |  |
| 28 apr.     | 1-3         | Öster-Elfsborg         |               | 24 ago.       |  |

| andata (7ª) | andata (7ª) | 7ª giornata           | ritorno (24ª) | ritorno (24ª) |  |
|             |             |                       |               |               |  |
| 3 mag.      | 1-1         | Malmö FF-Norrköping   |               | 22 set.       |  |
| 4 mag.      | 5-1         | Åtvidaberg-Djurgården |               |               |  |
| 5 mag.      | 1-0         | Halmstad-Öster        |               | 20 set.       |  |
| 5 mag.      | 2-1         | Elfsborg-Mjällby      |               | 22 set.       |  |
| 5 mag.      | 0-1         | Syrianska-Helsingborg |               | 22 set.       |  |
| 6 mag.      | 1-1         | Gefle-Kalmar          |               | 21 set.       |  |
| 6 mag.      | 1-0         | Häcken-Brommapojkarna |               | 22 set.       |  |
| 6 mag.      | 3-1         | AIK-IFK Göteborg      |               | 22 set.       |  |

| andata (8ª) | andata (8ª) | 8ª giornata           | ritorno (23ª) | ritorno (23ª) |  |
|             |             |                       |               |               |  |
| 10 mag.     | 1-2         | Norrköping-Elfsborg   |               | 16 set.       |  |
| 11 mag.     | 1-0         | IFK Göteborg-Halmstad |               | 15 set.       |  |
| 12 mag.     | 2-1         | Kalmar-AIK            |               | 15 set.       |  |
| 12 mag.     | 4-1         | Mjällby-Syrianska     |               | 15 set.       |  |
| 12 mag.     | 3-2         | Djurgården-Malmö FF   |               | 16 set.       |  |
| 13 mag.     | 0-1         | Öster-Åtvidaberg      |               | 14 set.       |  |
| 13 mag.     | 4-1         | Brommapojkarna-Gefle  |               | 14 set.       |  |
| 13 mag.     | 5-0         | Helsingborg-Häcken    |               | 15 set.       |  |

| andata (9ª) | andata (9ª) | 9ª giornata              | ritorno (26ª) | ritorno (26ª) |  |
|             |             |                          |               |               |  |
| 17 mag.     | 2-2         | Mjällby-Malmö FF         |               | 29 set.       |  |
| 18 mag.     | 1-1         | Brommapojkarna-Syrianska |               | 28 set.       |  |
| 19 mag.     | 2-3         | Öster-AIK                |               | 30 set.       |  |
| 19 mag.     | 2-2         | Häcken-Gefle             |               | 30 set.       |  |
| 19 mag.     | 1-0         | Djurgården-Halmstad      |               | 29 set.       |  |
| 19 mag.     | 2-0         | IFK Göteborg-Kalmar      |               | 29 set.       |  |
| 19 mag.     | 2-1         | Norrköping-Åtvidaberg    |               | 30 set.       |  |
| 20 mag.     | 2-1         | Helsingborgs-Elfsborg    |               | 29 set.       |  |

| andata (10ª) | andata (10ª) | 10ª giornata            | ritorno (25ª) | ritorno (25ª) |  |
|              |              |                         |               |               |  |
| 22 mag.      | 1-1          | Gefle-IFK Göteborg      |               | 26 set.       |  |
| 22 mag.      | 1-1          | AIK-Djurgården          |               | 26 set.       |  |
| 23 mag.      | 1-1          | Halmstad-Norrköping     |               | 26 set.       |  |
| 23 mag.      | 3-0          | Åtvidaberg-Mjällby      |               | 26 set.       |  |
| 23 mag.      | 6-0          | Elfsborg-Brommapojkarna |               | 25 set.       |  |
| 23 mag.      | 0-3          | Syrianska-Häcken        |               | 25 set.       |  |
| 23 mag.      | 3-1          | Kalmar-Öster            |               | 24 set.       |  |
| 29 mag.      | 1-1          | Malmö-Helsingborg       |               | 25 set.       |  |

| andata (11ª) | andata (11ª) | 11ª giornata           | ritorno (28ª) | ritorno (28ª) |  |
|              |              |                        |               |               |  |
| 28 mag.      | 2-2          | Syrianska-Gefle        |               | 19 ott.       |  |
| 30 mag.      | 1-0          | Djurgården-Kalmar      |               | 21 ott.       |  |
| 30 mag.      | 0-1          | Norrköping-AIK         |               | 21 ott.       |  |
| 31 mag.      | 2-0          | Öster-IFK Göteborg     |               | 20 ott.       |  |
| 1º giu.      | 1-3          | Brommapojkarna-Malmö   |               | 20 ott.       |  |
| 1º giu.      | 5-1          | Mjällby-Halmstad       |               | 21 ott.       |  |
| 1º giu.      | 3-0          | Helsingborg-Åtvidaberg |               | 20 ott.       |  |
| 1º giu.      | 0-1          | Häcken-Elfsborg        |               | 20 ott.       |  |

| andata (12ª) | andata (12ª) | 12ª giornata              | ritorno (27ª) | ritorno (27ª) |  |
|              |              |                           |               |               |  |
| 15 giu.      | 0-0          | Gefle-Öster               |               | 6 ott.        |  |
| 17 giu.      | 2-2          | Kalmar-Norrköping         |               | 5 ott.        |  |
| 17 giu.      | 0-0          | IFK Göteborg-Djurgården   |               | 6 ott.        |  |
| 27 giu.      | 1-3          | Malmö-Häcken              |               | 6 ott.        |  |
| 30 giu.      | 5-1          | Elfsborg-Syrianska        |               | 6 ott.        |  |
| 1º lug.      | 0-0          | AIK-Mjällby               |               | 4 ott.        |  |
| 1º lug.      | 4-1          | Åtvidaberg-Brommapojkarna |               | 5 ott.        |  |
| 24 lug.      | 0-1          | Halmstad-Helsingborg      |               | 6 ott.        |  |

| andata (13ª) | andata (13ª) | 13ª giornata            | ritorno (30ª) | ritorno (30ª) |  |
|              |              |                         |               |               |  |
| 19 giu.      | 0-0          | Elfsborg-Gefle          |               | 3 nov.        |  |
| 19 giu.      | 1-1          | Brommapojkarna-Halmstad |               | 3 nov.        |  |
| 19 giu.      | 0-2          | Häcken-Åtvidabergs      |               | 3 nov.        |  |
| 20 giu.      | 0-2          | Mjällby-Kalmar          |               | 3 nov.        |  |
| 20 giu.      | 2-3          | Syrianska-Malmö         |               | 3 nov.        |  |
| 20 giu.      | 1-2          | Norrköping-IFK Göteborg |               | 3 nov.        |  |
| 27 giu.      | 1-2          | Helsingborg-AIK         |               | 3 nov.        |  |
| 30 giu.      | 2-0          | Djurgården-Öster        |               | 3 nov.        |  |

| andata (14ª) | andata (14ª) | 14ª giornata         | ritorno (29ª) | ritorno (29ª) |  |
|              |              |                      |               |               |  |
| 23 giu.      | 1-0          | Åtvidaberg-Syrianska |               | 27 ott.       |  |
| 23 giu.      | 1-1          | Kalmar-Helsingborg   |               | 27 ott.       |  |
| 23 giu.      | 0-2          | Halmstad-Häcken      |               | 27 ott.       |  |
| 24 giu.      | 0-2          | Öster-Norrköping     |               | 27 ott.       |  |
| 24 giu.      | 1-1          | Gefle-Djurgården     |               | 27 ott.       |  |
| 24 giu.      | 4-0          | AIK-Brommapojkarna   |               | 27 ott.       |  |
| 24 giu.      | 4-2          | IFK Göteborg-Mjällby |               | 27 ott.       |  |
| 24 giu.      | 2-1          | Malmö-Elfsborg       |               | 27 ott.       |  |

| \| andata (15ª) \| andata (15ª) \| 15ª giornata \| ritorno (17ª) \| ritorno (17ª) \| \| \| \| \| \| \| \| 22 ago. \| \| Norrköping-Djurgården \| 2-1 \| 21 lug. \| \| 6 lug. \| 1-1 \| Mjällby-Öster \| 1-1 \| 27 lug. \| \| 6 lug. \| 0-1 \| Brommapojkarna-Kalmar \| 2-2 \| 27 lug. \| \| 6 lug. \| 0-1 \| Elfsborg-Åtvidaberg \| 1-1 \| 27 lug. \| \| 7 lug. \| 3-1 \| Malmö-Gefle \| 0-2 \| 28 lug. \| \| 7 lug. \| 2-0 \| AIK-Häcken \| 3-2 \| 22 lug. \| \| 7 lug. \| 1-2 \| Syrianska-Halmstad \| 1-1 \| 29 lug. \| \| 8 lug. \| 1-1 \| Helsingborg-IFK Göteborg \| 4-2 \| 28 lug. \| |              |                          |               |               |
| andata (15ª) | andata (15ª) | 15ª giornata             | ritorno (17ª) | ritorno (17ª) |
| |              |                          |               |               |
| 22 ago. |              | Norrköping-Djurgården    | 2-1           | 21 lug.       |
| 6 lug. | 1-1          | Mjällby-Öster            | 1-1           | 27 lug.       |
| 6 lug. | 0-1          | Brommapojkarna-Kalmar    | 2-2           | 27 lug.       |
| 6 lug. | 0-1          | Elfsborg-Åtvidaberg      | 1-1           | 27 lug.       |
| 7 lug. | 3-1          | Malmö-Gefle              | 0-2           | 28 lug.       |
| 7 lug. | 2-0          | AIK-Häcken               | 3-2           | 22 lug.       |
| 7 lug. | 1-2          | Syrianska-Halmstad       | 1-1           | 29 lug.       |
| 8 lug. | 1-1          | Helsingborg-IFK Göteborg | 4-2           | 28 lug.       |

## Statistiche

### Individuali

#### Classifica marcatori
| Gol | Rigori |  | Giocatore                 | Squadra                             |
| --- | ------ |  | ------------------------- | ----------------------------------- |
| 15  | 1      |  | Imad Khalili              | IFK Norrköping (7), Helsingborg (8) |
| 14  |        |  | Tobias Hysén              | IFK Göteborg                        |
| 14  |        |  | Kennedy Igboananike       | AIK                                 |
| 12  |        |  | Moestafa El Kabir         | Häcken                              |
| 12  | 1      |  | Amadou Jawo               | Djurgården                          |
| 11  | 2      |  | Magnus Eriksson           | Malmö FF                            |
| 10  |        |  | David Accam               | Helsingborg                         |
| 10  |        |  | Kristian Haynes           | Mjällby                             |
| 10  | 4      |  | Mauricio Albornoz         | Brommapojkarna                      |
| 9   |        |  | Mikael Boman              | Halmstad                            |
| 9   |        |  | Mattias Lindström         | Helsingborg                         |
| 9   |        |  | Robin Söder               | IFK Göteborg                        |
| 9   |        |  | Imad Zatara               | Åtvidaberg                          |
| 9   | 1      |  | Pablo Piñones-Arce        | Öster                               |
| 9   | 2      |  | Gunnar Heiðar Þorvaldsson | IFK Norrköping                      |
| 9   | 3      |  | Lasse Nilsson             | Elfsborg                            |

#### Premi individuali di fine stagione
Di seguito i vincitori.
| Premio                 | Giocatore       | Squadra      |
| ---------------------- | --------------- | ------------ |
| Miglior portiere       | Etrit Berisha   | Kalmar       |
| Miglior difensore      | Per Karlsson    | AIK          |
| Miglior centrocampista | Jiloan Hamad    | Malmö FF     |
| Miglior attaccante     | Tobias Hysén    | IFK Göteborg |
| Miglior allenatore     | Rikard Norling  | Malmö FF     |
| Miglior giovane        | Melker Hallberg | Kalmar       |
| Miglior giocatore      | Tobias Hysén    | IFK Göteborg |

## Verdetti finali
- Malmö FF campione di Svezia 2013 e ammesso al secondo turno preliminare UEFA Champions League 2014-2015.
- AIK ed Elfsborg ammessi al secondo turno preliminare della UEFA Europa League 2014-2015.
- IFK Göteborg e Brommapojkarna ammessi al primo turno preliminare della UEFA Europa League 2014-2015.
- Syrianska e Öster retrocessi in Superettan 2014.